# إيمانويل ديشارتر
هو ممثل ومخرج مسرحي فرنسي ولد حيث قاد مسرح الموسيقى والرقص في المدينة 1977 والمسرح سنة1991